# Фримен, Кэтлин
Кэтлин Фримен (англ. Kathleen Freeman, 17 февраля 1919 — 23 августа 2001) — американская актриса, за свою 50-летнюю карьеру снявшаяся более чем в сотне фильмов, а также много работавшая на телевидении и в театре, но при этом лишь на второстепенных ролях.

## Биография
Кэтлин Фримен родилась в Чикаго 17 февраля 1919 года. Её актёрская карьера началась ещё в детском возрасте, когда она стала принимать участие в водевилях её родителей. В юности она изучала музыку в Калифорнийском университете, после чего состоялся её профессиональный дебют в театре, а в 1948 — в кино.
Одни из первых её появлений на экранах были в фильмах «Величайшее шоу мира» (1952), «Поющие под дождём» (1952) и «Мартышкин труд» (1952), где она исполнила эпизодические роли, которые даже не были указаны в титрах.
С 1955 года Фримен стала часто появляться в фильмах Джерри Льюиса, став при этом его любимой битовой актрисой. Но всё же на протяжении всех своих актёрских лет, Кэтлин Фримен оставалась второстепенной актрисой, так ни разу и не появившейся в главной роли. Наиболее приметные фильмы, где она снялась — «Далёкий край» (1955), «Муха» (1958), «Выстрел в упор» (1967), «Братья Блюз» (1980), «Сети зла» (1987), «Внутреннее пространство» (1987), «Волчонок 2» (1987), «Гремлины 2: Новенькая партия» (1990), «Датч» (1991), «Фокус-покус» (1993) и «Голый пистолет 33⅓: Последний выпад» (1994).
Помимо кино у неё также было множество ролей на телевидении, в том числе в сериалах «Альф», «Сыромятная плеть», «Бонанза», «Бен Кэйси», «Деревенщина из Беверли-Хиллз», «Главный госпиталь», «Золотые девочки» и «Нас пятеро».
Фримен принимала участие и в озвучивании мультфильмов «Утиные истории» (1989—1990), «Долина папоротников: Последний тропический лес» (1992), «Геркулес» (1997), «Шрек» (2001) и «Как говорит Джинджер» (2000—2001).
Кэтлин Фримен продолжала до последнего сниматься, последний раз появившись на телестудии за пять дней до смерти. Она скончалась от рака лёгких 23 августа 2001 года в возрасте 82 лет. Она похоронена в Голливуде на кладбище «Hollywood Forever».